# Calceolaria cordiformis
Calceolaria cordiformis är en toffelblomsväxtart som beskrevs av Edwin. Calceolaria cordiformis ingår i släktet toffelblommor, och familjen toffelblomsväxter. Inga underarter finns listade i Catalogue of Life.